# (6198) Shirakawa
(6198) Shirakawa ist ein Asteroid des Hauptgürtels, der am 10. Januar 1992 von den japanischen Astronomen Tsutomu Hioki und Shūji Hayakawa an der Sternwarte in Okutama (IAU-Code 877) bei Tokio entdeckt wurde.
Der Asteroid wurde am 28. September 1999 nach der Stadt Shirakawa in der Präfektur Fukushima benannt.